# 科穆尼
科穆尼（法語：Commugny）是瑞士联邦西部法语区的沃州下设的一个镇。在行政上属于尼永区管辖。科穆尼的总面积为6.51平方公里。截至2010年底，总人口为2,680。

## 地理
科穆尼位于莱芒湖以西，西隔韦尔苏瓦河与法国相望。